# Blue Grass Gentlemen
Blue Grass Gentlemen ist ein US-amerikanischer Kurzfilm von Tom Cummiskey aus dem Jahr 1944.

## Handlung
Der in Farbe gedrehte Film zeigt Pferderennen in Kentucky. Die Bilder werden dabei von Ed Thorgersen als Erzähler kommentiert.

## Produktion
Blue Grass Gentlemen entstand als Teil der Kurzfilmreihe Sports Review. Der Film wurde am 15. September 1944 veröffentlicht.

## Auszeichnungen
Blue Grass Gentlemen wurde 1945 für einen Oscar in der Kategorie „Bester Kurzfilm (eine Filmrolle)“ nominiert, konnte sich jedoch nicht gegen Who’s Who in Animal Land durchsetzen.